# Kościół Dla Miasta Krakowa
Kościół Dla Miasta Krakowa – zbór ewangeliczny o charakterze zielonoświątkowym, mający siedzibę w Krakowie przy ul. Berka Joselewicza 28. Należy do Kościoła Zielonoświątkowego w RP.

## Historia
W 2008 małżeństwo Zbigniew i Magda Marzec postanowili o utworzeniu w Krakowie nowego kościoła i zostali skierowani do tego miasta przez zbór Kościoła Zielonoświątkowego „Filadelfia” w Wodzisławiu Śląskim, otrzymując również wsparcie od kościoła „Audacious” z Manchesteru. W 2009 przybyli do Krakowa, a utworzona przez nich wówczas wspólnota początkowo skupiała 10 wiernych. Dzięki kontaktom z brytyjskim kościołem, od chwili założenia zbór był otwarty na wielokulturowość i wiernych pochodzących z zagranicy. Nabożeństwa prowadzone były w sali konferencyjnej Hotelu „Park Inn” przy ul. Monte Cassino 2, natomiast w 2012 zostały one przeniesione do sali w Hotelu „Galaxy” przy ul. Gęsiej 22. W 2015 siedzibą Kościoła stał się budynek przy ul. Berka Joselewicza 28, gdzie od tej pory odbywają się jego spotkania. Na początku 2020 liczba uczestników niedzielnych nabożeństw wynosiła około 150–200 osób.
12 listopada 2023 zostało zainaugurowane prowadzenie comiesięcznych nabożeństw w drugiej lokalizacji, położonej w Wieliczce. Od marca 2025 nabożeństwa w Wieliczce prowadzone są w każdą niedzielę.

## Działalność
Co niedzielę odbywają się trzy nabożeństwa w Krakowie (dwa w języku polskim oraz jedno w języku angielskim). Kościół przykłada uwagę do ich formy, która ma być atrakcyjna dla wiernych. Mają one miejsce w specjalnie przygotowanej sali widowiskowej, charakteryzuje je energiczna, głośna muzyka i światła.
Nabożeństwa prowadzone są również w każdą niedzielę w sali hotelu „Lenart” w Wieliczce.
W Krakowie organizowane są ponadto spotkania z cyklu „Parapetówka”, dotyczące zasad wiary i funkcjonowania kościoła, jak również „DNA” na temat wartości wspólnoty i możliwości zaangażowania się w niej. Odbywają się też spotkania małych grup i zajęcia „KDM Dzieciaki”, „KDM Młodzież” oraz „OVER”. Raz w miesiącu prowadzone są spotkania uwielbieniowe „Bliżej Nieba”. Kościół organizuje ponadto konferencje „Podróż razem” oraz cykle szkoleń „Akademia KDM”.
Wspólnota zaangażowana jest w działalność na rzecz społeczności lokalnej i współpracę z Miastem Kraków. Prowadzi Stowarzyszenie „Daleko Więcej”, które organizuje zajęcia dla dzieci, młodzieży i rodzin. W jego ramach funkcjonuje program „Mecenas Dziecięcych Talentów”, mający na celu wsparcie wybitnie utalentowanych dzieci pochodzących z rodzin w trudnej sytuacji materialnej. Zbór prowadzi także Centrum Aktywności Seniora „Senior w Centrum”, które pozostaje współfinansowane przez miasto.
KDM uczestniczy we współpracy międzynarodowej i utrzymuje kontakty ze zborami zagranicznymi. Zaangażowany jest w międzynarodowy program misyjny „Metamorphic”, działający ewangelizacyjnie m.in. w Ukrainie w ramach organizacji „Modern Day Missions”.